# Кретли, Робер
Робе́р Пьер Жюль Кретли́ (фр. Robert Pierre Jules Krettly; 27 июля 1891, Париж — 15 июля 1956, Клиши-ла-Гаренн) — французский скрипач. Отец Жерара Кальви, дед теле- и радиоведущего Ива Кальви.
Окончил Парижскую консерваторию (1909), ученик Анри Бертелье.
Некоторое время был концертмейстером Оркестра Колонна, однако наиболее известен как ансамблист. С 1918 года возглавлял струнный квартет, участниками которого в разные годы были альтист Франсуа Брос, виолончелисты Пьер Фурнье и Андре Наварра; для Фурнье, учившегося у сестры Кретли Одетты и приглашённого в его квартет в возрасте семнадцати лет, этот этап стал стартом настоящей профессиональной карьеры, и Фурнье сохранил благодарностью обоим Кретли на всю жизнь. В то же время в ряде случаев Кретли занимал пульт второй скрипки в важных концертах: в ноябре 1923 г. он принял участие в четырёх ансамблевых концертах, проведённых в Париже Эженом Изаи (с участием Ива Ната, Мориса Дамбуа и сына Изаи Габриэля), а в 1925 году в качестве второй скрипки вошёл в состав квартета под руководством Жака Тибо (альт — Морис Вьё, виолончель — Антон Эккинг), исполнившего премьеру струнного квартета Форе; тремя годами позже квартет Кретли осуществил первую запись этого сочинения.
Кретли также выступал в концертных программах Независимого музыкального общества, где среди его ансамблевых партнёров были Джордже Энеску, Владо Перельмутер и другие заметные музыканты. В 1923 году вместе с пианисткой Татьяной Санцевич и виолончелистом Жаком Патте стал первым исполнителем фортепианного трио Габриэля Форе.
Среди оставленных Кретли и его квартетом записей — струнный квартет Мориса Равеля (1929), среди премьер — первый квартет Люсьена Дюрозуара (1922).
В годы нацистской оккупации Франции имя Кретли было включено в список музыкантов-евреев, составляемый фашистской газетой Je suis partout; Кретли обратился в редакцию с письмом-опровержением, доказывая своё нееврейское происхождение.